# Алешково (Ярославский район)
Алешково — деревня в Ярославском районе Ярославской области. Входит в состав Заволжского сельского поселения.

## География
Находится в восточной части Ярославской области на расстоянии приблизительно 3 км на восток-юго-восток по прямой от станции Филино.

## История
В 1859 году здесь (деревня Ярославского уезда Ярославской губернии) было учтено 6 дворов, в 1898 — 11.

## Население
Численность населения: 43 человека (1859 год), 30 (русские 100 %) в 2002 году, 23 в 2010.

## Общественный транспорт
Деревня обслуживается автобусным маршрутом № 132 Нижний Посёлок — Красный Бор. Остановка — «Серебряный Бор».

## Улицы[6]
Переулки: 1-й Лучистый, 2-й Лучистый, 3-й Лучистый.
Проезды: 1-й Лучистый, 2-й Лучистый, 3-й Лучистый, 4-й Лучистый, 5-й Лучистый, 6-й Лучистый, 7-й Лучистый, 8-й Лучистый, 9-й Лучистый, 10-й Лучистый, 11-й Лучистый, 12-й Лучистый, 13-й Лучистый, 14-й Лучистый.
Улицы: 2-я Лучистая, 3-я Лучистая, 4-я Лучистая, 5-я Лучистая, Ивовая, Лучистая, Малиновая, Новая, Полевая, Придорожная, Родниковая, Рябиновая.